# Harnai (ort i Indien)
Harnai är en ort i Indien.   Den ligger i delstaten Maharashtra, i den sydvästra delen av landet, 1 300 km söder om huvudstaden New Delhi. Harnai ligger 9 meter över havet och antalet invånare är 7 144.
Terrängen runt Harnai är lite kuperad. Havet är nära Harnai åt sydväst. Runt Harnai är det ganska tätbefolkat, med 230 invånare per kvadratkilometer. Närmaste större samhälle är Murūd, 5,3 km sydost om Harnai.